# هارولد هيرسي
هارولد هيرسي (بالإنجليزية: Harold Hersey)‏ هو كاتب أمريكي، ولد في 11 أبريل 1893، وتوفي في 1 فبراير 1964.